# Гијом де Боже
Гијом де Боже (фр. Guillaume de Beaujeu) је био двадесетпрви велики мајстор витезова Темплара. На тој функцији био је од 1273. до 1291.

## Лични живот
Рођен је у Француској 1233. године. Потиче из племићке породице. Био је у сродству са краљем Лујем IX и Карлом I Анжујским. У ред је ушао са двадесет година. Пре избора за великог мајстора био је командант једног гарнизона темплара у Триполију. Лета 1274. добија позив од папе Гргура X да дође у Рим где се нашао и са великим мајстором Хоспиталаца. Циљ позива је било саветовање о покретању новог Крсташког похода. Папина смрт 1276. прекинула је даље планове у вези са новим ратом којем од самог почетка мајстори ова два реда нису били наклоњени.

## Долазак у Акре
Гијом у Акре стиже у септембру 1275. Први сукоб као велики мајстор имао је 1279. са краљем Кипра Хугом III који је консфиковао сву имовину реда на острву. Овај сукоб дипломатским путем успеће да реши тек Жак де Моле. Инвазија Монгола 1282. на исток и север ишла је у прилог Гијому који је то искористио да би мир који је потписан 1271. продужио на још десет година. Политика коју је он водио се састојала од добијања на времену и он га је иамо све до 1288. када је син преминулог султана (шп. Baibars) решио да прекрши примирје и нападне. Први град који је Калавун (шп. Qalawun) напао био је Триполи и резултат је био освајање града. Велики мајстор је вође Триполија обавестио о могућем нападу, до ових информација је дошао захваљујући својим везама на двору у Каиру, али су они одбили да се повуку верујући да је то Гијамов блеф који жели да стави град под темпларску контролу. Триполи је у муслиманске руке пао 26. априлаа 1289. Циљ похода је био коначно протеривање крсташа. Султан и његова војска почињу припреме за напад на Акре.

## Пад Акре
Повод за напад био је покољ муслиманских трговаца у Акри који су починили војници тек дошли из Европе. Калавун је захтевао да му се ти војници предају како би их адекватно осудио за злочин. Гијом му је поручио да нема потребе за губљењем времена и да ће их он сам погубити што је султан одбио. Једини разлог што у том тренутку није дошло до озбиљног сукоба била је изненадна султанова смрт 1290. у Каиру. Озбиљан сукоб се десио годину дана касније у априлу када је Калавунов најмлађи син Ал-Ашраф Халил стигао до зидина Акре. Његова војска је према неким проценама бројала 200.000 бораца. До 5. априла читав град је био окружен Халиловом војском. Темплари и Хоспиталци су бранили северне зидове док су то на западној страни чинили Тевтонски витезови. Гијом је са групом од 300 бораца у ноћи између 15. и 16. априла покушао да уништи муслиманске ратне машине испред зидина, примећен је и дошло је до мањег сукоба који су темплари добили али је пропао покушај уништења машина. Муслимани су након првог пробијања зида 16. маја били одбијени али већ 18. маја успевају да уђу унутар зидина и том приликом Гијом де Бож гине. Борбе су настављење све до 28. маја када је Акре пао у муслиманске руке. На месту великог мајстора наследио га је Тибо Годен.